# 深牛站
深牛站（日语：／ Hukaushi eki */?）是位於北海道穗別村邊富內村（現時：鵡川町），北海道鐵道 (第二代)的金山線車站（廢站）。隨著路線被國有化，車站在1943年（昭和18年）8月1日廢除。

## 歷史
- 1923年（大正12年）6月10日 - 北海道礦業鐵道（日语：北海道鉄道 (2代)）金山線的深牛站啟用[3]。當時為貨運車站[3]。
- 1943年（昭和18年）8月1日 - 北海道鐵道在戰時被收購後國有化，此站成為廢站[4]。

## 車站周邊
- 北海道道131號平取穗別線（日语：北海道道131号平取穂別線）
- 鵡川[5]

## 現況
車站遺址已經雜草叢生。

## 相鄰車站
北海道鐵道 (第二代)
金山線
穗別－深牛－邊富內（後來成為富內）

## 注腳
1. ↑  昭和3年測量，昭和6年發行 大日本帝國陸地測量部 5萬分之1地形圖「佐瑠太」
2. ↑  書籍《新 鉄道廃線跡を歩く1 北海道・北東北編》（JTB出版，2010年4月發行）212頁。
3. 1 2  《官報》 1924年06月18日　鉄道省彙報「地方鉄道駅設置」 （页面存档备份，存于）（國立國會圖書館數碼化收藏）
4. ↑  石野哲（編）. . JTB. 1998: 866. ISBN 978-4-533-02980-6.
5. ↑  書籍《北海道道路地図 改訂版》（地勢堂，1980年3月發行）11頁。